# 羅克卡斯爾縣 (肯塔基州)
羅克卡斯爾县（英語：Rockcastle County）是位於美國肯塔基州東部的一個縣。面積824平方公里。根據美國2000年人口普查，共有人口16,582人。縣治弗農山（Mount Vernon）。
成立於1810年1月8日。縣名來自羅克卡斯爾河 （坎伯蘭河支流，河名來自河兩岸的巨石）。